# Cratere Shedi
Shedi è un cratere sulla superficie di Rea.